# Oscinimorpha koeleriae
Oscinimorpha koeleriae är en tvåvingeart som beskrevs av Nartshuk 1988. Oscinimorpha koeleriae ingår i släktet Oscinimorpha och familjen fritflugor.
Artens utbredningsområde är Estland. Inga underarter finns listade i Catalogue of Life.